# Гуммерселандет
Гуммерселандет (швед. Hummersölandet) — фінський острів, входить до архіпелагу Аландські острови.

## Географія

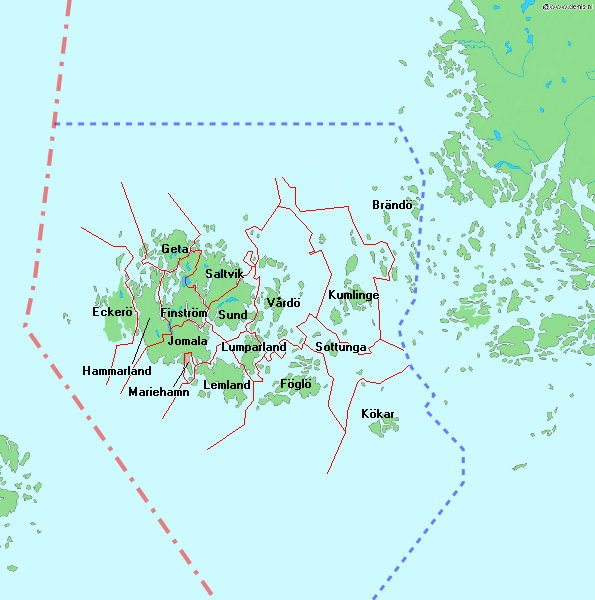

Острів Гуммерселандет розташований у південно західній частині Аландських островів, у 19 кілометрах на схід від Марієгамну та за 250 кілометрах на захід від Гельсінкі. 
Площа острова становить 17,33 км², а найбільша довжина — 6,9 кілометрів. 
Адміністративно належить до кунти Феґле провінції Аландські острови. 
На острові розташовані чотири села: Братто (13 осіб), Гуммерсо (5 осіб), Каллсо (8 осіб), Флісо (11 осіб).

## Клімат
Клімат острова помірний. Льодостав зазвичай відбувається в середині січня, сходить лід у другій половині квітня або початку травня. 
Середня температура на острові у січні — 4 °С, у липні — 15 °С. Опадів випадає 550 мм на рік. 